# Bristol Old Vic

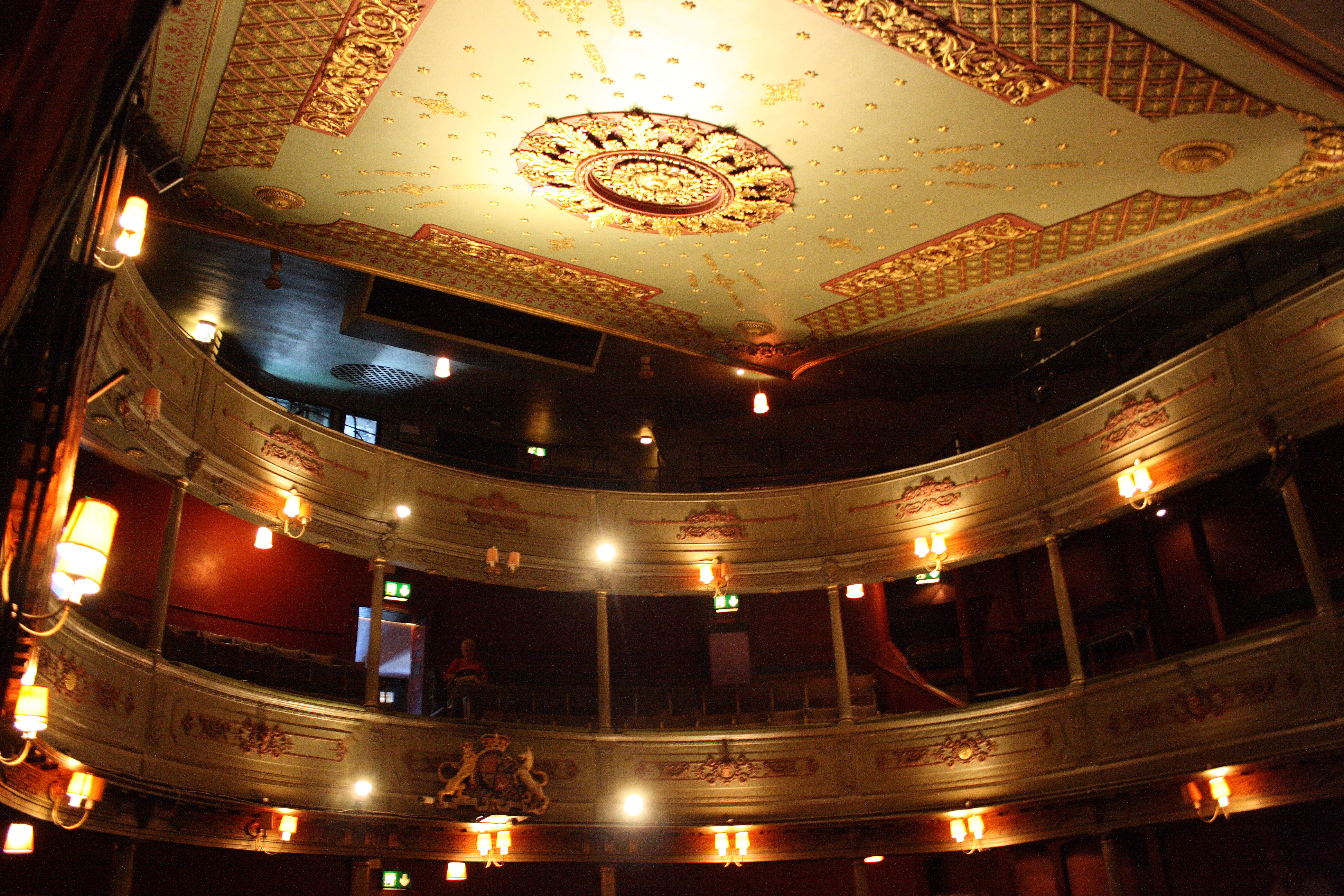
L'intérieur du Bristol Old Vic

Le Bristol Old Vic de Bristol, dans le comté du Gloucestershire en  Angleterre, est le plus ancien théâtre royal du Royaume-Uni. Il est une prestigieuse institution britannique dans le centre-ville de Bristol, connu et reconnu dans tout le pays.

## Historique
- Théâtre royal depuis 1769
- Bristol Old Vic Theatre School, une des écoles les plus cotées du Royaume-Uni pour les comédiens et tous les métiers du spectacle. Elle a vu passer et naître les meilleurs comédiens britanniques
- Royal Shakespeare Company, une des meilleures troupes de comédiens du royaume
- Y sont régulièrement joués les classiques du répertoire des dramaturges britanniques : Le Roi Lear, Othello, Hamlet, Roméo et Juliette, Jules César de William Shakespeare ; Volpone de Ben Jonson ; Major Barbara de George Bernard Shaw ; La Paix du dimanche de John Osborne...